# Akil
Akil är en ort i Mexiko.   Den ligger i kommunen Akil och delstaten Yucatán, i den östra delen av landet, 1 000 km öster om huvudstaden Mexico City. Akil ligger 29 meter över havet och antalet invånare är 9 858.
Terrängen runt Akil är platt. Runt Akil är det glesbefolkat, med 18 invånare per kvadratkilometer. Närmaste större samhälle är Tecax, 9,3 km sydost om Akil. I omgivningarna runt Akil växer i huvudsak lövfällande lövskog.